# 마이클 폴라니

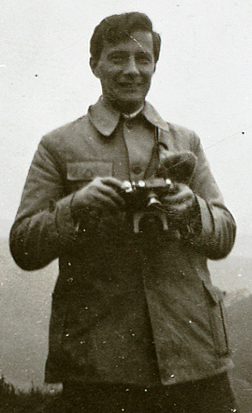
마이클 폴라니

마이클 폴라니(영어: Michael Polanyi, 헝가리어: Polányi Mihály 폴라니 미하이[*]), 1891년 3월 11일 - 1976년 2월 22일 )는 헝가리 출신의 영국 화학자/철학자이다.
그는 헝가리-영국의 석학으로서 물리화학, 경제학, 철학에 중요한 이론적 기여를 했다. 그는 실증주의가 인지에 대하여 그릇된 설명을 제공한다고 주장하였는데, 심한 경우에는 인류 최고의 업적들을 평가절하할 수 있다고 주장했다.
그는 물리학의 광범한 분야를 연구하였는데, 그 중에는 화학 동력학, X선 회절, 가스 흡착이 포함되어 있다. 그는 1921년에 섬유 회절 이론 분야를, 1934년에 연성 금속과 기타 재료의 소성 변형 전위 이론 분야를 개척하였다. 그는 1926년에 독일으로 이민하여 베를린 카이저 빌헬름 연구소 (Kaiser Wilhelm Institute)의 화학 교수가 되었으며, 1933년에 영국으로 가서, 맨체스터 대학 (University of Manchester)의 화학 교수이자 사회 과학 교수가 되었다. 그의 학생 중 두 명과 그의 아들은 노벨 화학상을 받았다. 1944년에 폴라니는 왕립 학회원으로 선출되었다.
폴라니가 사회 과학에 한 공헌들, 예를 들어 '다중심적 자발성'(polycentric spontaneous order)의 개념을 인지적 문제에 적용한 것은, 중앙 계획에 반대하는 맥락에서 발전하였다.

## 생애

### 유년시절
폴라니의 본명은 폴라섹 미하일이며, 아버지 미하일과 어머니 세실리아의 다섯번째 자녀로 태어났는데, 아버지는 웅바르(당시는 헝가리였지만 현재는 우크라이나), 어머니는 빌노(당시 러시아 제국)의 세속적 유태인이었다. 그의 아버지는 사업가 집안이었으며, 어머니의 아버지인 오셔 레이제로 비치 (Osher Leyzerovich,1833-1906 이후)는 빌바 랍비 신학교 (Bilna rabbinic seminary)를 랍비로서 졸업한 후, 그곳에서 유대 역사의 선임 교사로 일하였다. 가족은 부다페스트로 옮겨 가서 성을 폴라니(Polynyi)로 바꾸었다. 그의 아버지는 헝가리 철도 시스템의 대부분을 건설했으나, 악천후로 인해 철도 건설 프로젝트가 예산이 초과되어, 1899년에 대부분의 재산을 잃어 버렸다. 1905년에 사망했다. 세실리아 폴라니 (Cecília Polányi)는 부다페스트의 지식인들 사이에서 잘 알려진 살롱을 설립했는데, 1939년에 죽을 때까지 계속되었다. 그의 형은 정치 경제학자이자 인류학자인 칼 폴라니 (Karl Polanyi)였고 그의 조카딸은 에바 제 이젤 (Eva Zeisel) 유명한 도예가이다.

## 약력
- 1891년 부다페스트 출생

- 1908년 민타 김나지움을 수석으로 졸업

- 1912년 4월~6월 카를스루에 대학의 부레디히 교수에 의존해 유학, 화학에 대한 관심을 심화시킴

- 1913년 부다페스트 대학 졸업. 의학박사 학위 취득

- 1917년 동 대학서 화학박사 학위 취득

- 1914년 다시 카를스루에 대학에 입학하지만, 이때 1차 세계대전 발발. 당시 아인슈타인과 펜팔 중이었음

- 1920년 베를린의 카이저 빌헬름 연구소에 들어가게 됨

- 1921년 베를린에서 결혼

- 1928년 레오시라도 , 유진 위그너 , 존 폰 노이만과 함께 소련문제 연구회를 만든다

- 1933년 나치의 인종박해를 피해 영국으로 망명, 호리우치 토시등을 데리고 맨체스터 대학으로 옮기게 된다. 물리화학자로 219 편의 논문과 1 권의 저서를 남겼다. 그 내용은 흡착 포텐셜 이론 연구 (첫 논문은 1914년에 작성돼, 50년 가까이 평가되지 않았지만 현재는 실리카겔과 활성탄 등의 탈취효과 등으로 알려져 있다) * X선 분석 및 결정 연구 화학반응 속도론 연구 등 광범위한, 화학 및 물리학을 명확하게 나눈 논문 (반응의 포텐셜 곡면론)을 인정하게 한 점에서도 높이 평가되고 있다.

- 1949년 6 월 갑자기 사회과학으로 연구주제를 전향. 노벨상 후보자로 주목받고 있던 중 전향했다. 과거 물리화학자로서의 자신의 발견을 정리했다. 그 후 과학철학자로 암묵지와 계층이론을 제시하고, 새로운 철학을 구축한다. 메를로 퐁티 이외의 서구철학과는 그다지 접점이 없다.

- 1961년 대학을 은퇴.

- 1975년 노스햄프턴 병원에서 사망. 84세

## 같이 보기
- 암묵적 지식